# Eamonn Coghlan
Eamonn Coghlan, född den 21 november 1952, är en irländsk före detta friidrottare som tävlade i medel- och långdistanslöpning.
Coghlans främsta framgång som löpare var när han vid det första världsmästerskapet i friidrott 1983 i Helsingfors vann guld på 5 000 meter. Han deltog även vid EM 1978 där han blev silvermedaljör på 1 500 meter.
Coghlan noterade även flera världsrekord inomhus på den engelska milen och på den mera ovanliga distansen 2 000 meter. 